# Седнёв, Александр Сергеевич
Алекса́ндр Серге́евич Седнёв (род. 16 августа 1973, Могилёв) — белорусский футболист, игравший на позиции защитника; тренер. Имеет лицензию УЕФА категории «Pro».

## Карьера

### Клубная
Воспитанник могилевской СДЮШОР-7 (первый тренер — Виктор Григорьевич Голенков). Играл на позиции защитника-либеро. С 1992 по 1995 год играл в составе Торпедо Могилёв. С 1996 года в составе МПКЦ. Выступал за российские клубы. Провёл две игры в составе национальной сборной клубов Беларуси в товарищеских матчах, а также сыграл за основную сборную в товарищеском матче.

### Тренерская
Окончил Калининградский государственный университет и институт переподготовки и повышения квалификации при БГУФК по специальности «Тренер по футболу». В 2006—2008 годах тренировал могилёвский «Савит», вывел его из второй лиги в высшую. С января 2009 по ноябрь 2011 тренировал «Белшину».
В конце сезона получил предложение от минского «Динамо». С 1 декабря 2011 начал работу в клубе официально. Но уже в июле, после домашней игры против «Немана», был отправлен в отставку.
Летом 2012 года вернулся на пост главного тренера «Белшины». В 2013 году входил в тренерский штаб Игоря Ковалевича в молодёжной сборной Беларуси. По окончании сезона 2015 покинул бобруйский клуб.
В январе 2016 по контракту на два года принял родной футбольный клуб «Днепр» (Могилёв), который по результатам сезона 2016 вывел в Высшую лигу. По окончании сезона 2017 покинул команду.
В феврале 2018 вошёл в тренерский состав казахстанского клуба «Актобе». А в январе 2019 стал его главным тренером. Из-за финансовых проблем клуба в сезоне 2019 выступал молодёжным составом, в результате клуб занял последнее место и выбыл в Первую лигу.
В декабре 2019 года возглавил брестский «Рух». Покинул команду в декабре 2020 года.
В январе 2021 года стал главным тренером казахстанского «Ордабасы». В сезоне 2021 привёл команду к пятому месту в Премьер-лиге. В феврале 2022 года, несмотря на информацию о финансовых проблемах клуба, продлил контракт с командой.

## Достижения

### Командные
МПКЦ
- Чемпион Беларуси: 1996
- Обладатель Кубка Беларуси: 1995/96

«Белшина»
- Чемпион Беларуси: 2001
- Обладатель Кубка Беларуси: 2000/01

БАТЭ
- Серебряный призёр чемпионата Беларуси: 2003

### Тренерские
Ордабасы
- Обладатель Кубка Казахстана: 2022
- Чемпион Казахстана: 2023

### Личные
- Лучший защитник чемпионата Беларуси (2001)
- Трижды включался БФФ в список 22 лучших футболистов чемпионата Беларуси: 1996, 2000, 2001

## Семья
Сын Никита Седнёв является профессиональным футболистом.